# Milwaukee stads julgran
Milwaukee stads julgran (1950–1999; 2004–), Milwaukee stads helggran (1999–2004), är en årlig  julgran som reses i Milwaukee i USA. Premiäråret var 1913.